# ماتيلدا هاول
ماتيلدا هاول (Matilda Howell) هي لاعبة أولمبية لرياضة نبالة من الولايات المتحدة. شاركت في الأولمبياد الصيفي في 1904، وفازت بما مجموعه 3 ميداليات.

## الميداليات
| ذهب | فضة | برونز | المجموع |
| 3   | 0   | 0     | 3       |

## روابط خارجية
- ماتيلدا هاول على موقع اللجنة الأولمبية الدولية (الإنجليزية)
- ماتيلدا هاول على موقع أوليمبيديا (الإنجليزية)